# Stella Alpina
Stella Alpina (SA) es un partido político regionalista y demócrata cristiano activo en el Valle de Aosta, Italia. Su líder desde hace mucho tiempo ha sido Maurizio Martin. Otros miembros destacados son Rudi Marguerettaz (miembro de la Cámara de Diputados en 2013-2018) y Pierluigi Marquis (presidente del Valle de Aosta en 2017).

## Historia

### Primeros años
SA fue fundado en 2008 por la fusión de los Autonomistas y la Federación Autonomista. Los Autonomistas eran básicamente la sección valdostana del Partido Popular Italiano, uno de los sucesores de la Democracia Cristiana, mientras que la Federación Autonomista estaba formada por ex Autonomistas Demócratas Progresistas, junto con ex socialistas y republicanos.
En las elecciones regionales de 2003, SA obtuvo un 19,8% y logró siete consejeros regionales. En el período 2003-2008, el partido controló cinco escaños en el Consejo Regional. De los cinco consejeros regionales, cuatro eran exmiembros de la Democracia Cristiana y uno era un ex republicano. En 2004 la Federación Autonomista recuperó su independencia de SA.
De 2001 a 2006 SA estuvo representado en la Cámara de Diputados por Ivo Collé, elegido en la boleta de la Coalición Valle de Aosta (VdA), formada también por la Unión Valdostana (UV) y la Federación Autonomista (FA). En las elecciones generales de 2006, Marco Viérin de SA se postuló para la Cámara, pero la VdA fue derrotada rotundamente por la lista de centroizquierda Autonomía Libertad Democracia (ALD).

### La coalición regionalista
En las elecciones regionales de 2008, SA, que incluyó a cuatro candidatos de la Unión de los Demócratas Cristianos y de Centro (UDC) en su lista, obtuvo el 11,4% de los votos y cuatro consejeros regionales (de 35), mientras que la coalición regionalista tripartita ganó 62,0% y una amplia mayoría, compuesta por 22 consejeros regionales. Ningún candidato de la UDC fue elegido.
En las elecciones generales de 2013 Rudi Marguerettaz, secretario de SA desde 2001, fue elegido miembro de la Cámara. Poco después de las elecciones, Marguerettaz decidió asociarse con la Liga Norte (LN) y se convirtió en vicepresidente del grupo parlamentario "Liga Norte y Autonomías". En consecuencia, Marguerettaz renunció a la secretaría y el partido fue dirigido por un ejecutivo provisional. En marzo de 2015 Marguerettaz rompería filas con LN y se uniría al subgrupo "Minorías lingüísticas" dentro del Grupo mixto, formado por el Partido Popular Sudtirolés (SVP) y el Partido Autonomista Trentino Tirolés (PATT).
Para las elecciones regionales de 2013, el partido confirmó su alianza con la UV y con FA, y formó una lista conjunta con la Liga Norte Valle de Aosta (LNVdA). En unas elecciones en las que la UV perdió la cuarta parte de sus votos y la FA toda su representación en el Consejo Regional, SA aumentó su cuota de voto al 12,2% y su número de consejeros regionales a cinco. Gracias al resultado de SA, la coalición regionalista conservó su mayoría absoluta en el Consejo. En julio de 2015, el gobierno regional, dirigido por Augusto Rollandin de la UV, se amplió con la incorporación del centroizquierdista Partido Democrático (PD) y en junio de 2016 con Unión Valdostana Progresista (UVP).

### Eventos recientes
En mayo de 2016, Carlo Marzi fue elegido secretario del partido, tres años después de la renuncia de Marguerettaz al cargo.
En marzo de 2017, SA dejó el gobierno y, junto con la UVP, Autonomía Libertad Participación Ecología (ALPE) y Por Nuestro Valle (PNV), formaron un nuevo gobierno sin la UV, bajo el presidente Pierluigi Marquis (SA), incluyendo a otro miembro de SA, Stefano Borrello, como ministro de Obras Públicas. Esto llevó a dos concejales regionales, Mauro Baccega y André Lanièce, a renunciar al partido y lanzar el Edelweiss Popular Autonomista Valdostano (EPAV). El gobierno de Marquis duró solo hasta octubre de 2017, cuando se formó un nuevo gobierno liderado por Laurent Viérin (UVP), compuesto por la UV, la UVP, el EPAV y el PD.
En las elecciones generales de 2018 SA participó dentro de la alianza Por Todos, junto con ALPE y PNV, pero la lista fue derrotada en ambas contiendas (Cámara y Senado).
En las elecciones regionales de 2018 SA formó una lista conjunta con el PNV; la lista obtuvo el 10,7% y cuatro escaños (dos para SA y dos para PNV). Después de la elección, el Consejo Regional eligió a Nicoletta Spelgatti de LNVdA como Presidenta, al frente de una gran coalición de izquierda a derecha, integrada por SA-PNV, ALPE, Mouv' y un desertor de las filas de la UV. En el nuevo gobierno, Borrello fue confirmado como ministro de Obras Públicas, junto con Claudio Restano del PNV en Turismo, Deportes, Comercio y Transportes. Sin embargo, en diciembre el gobierno se derrumbó y fue reemplazado por uno nuevo liderado por Antonio Fosson (PNV), al frente de una coalición integrada por la UV, la UVP, ALPE, SA y PNV. Bajo Fosson, Borrello fue nuevamente nombrado ministro de Obras Públicas.

## Liderazgo
- Secretario: Rudi Marguerettaz (2001–2013), Carlo Marzi (2016–presente)
- Presidente: Maurizio Martin (2001–presente)